# Deutsche Nordische Skimeisterschaften 1955

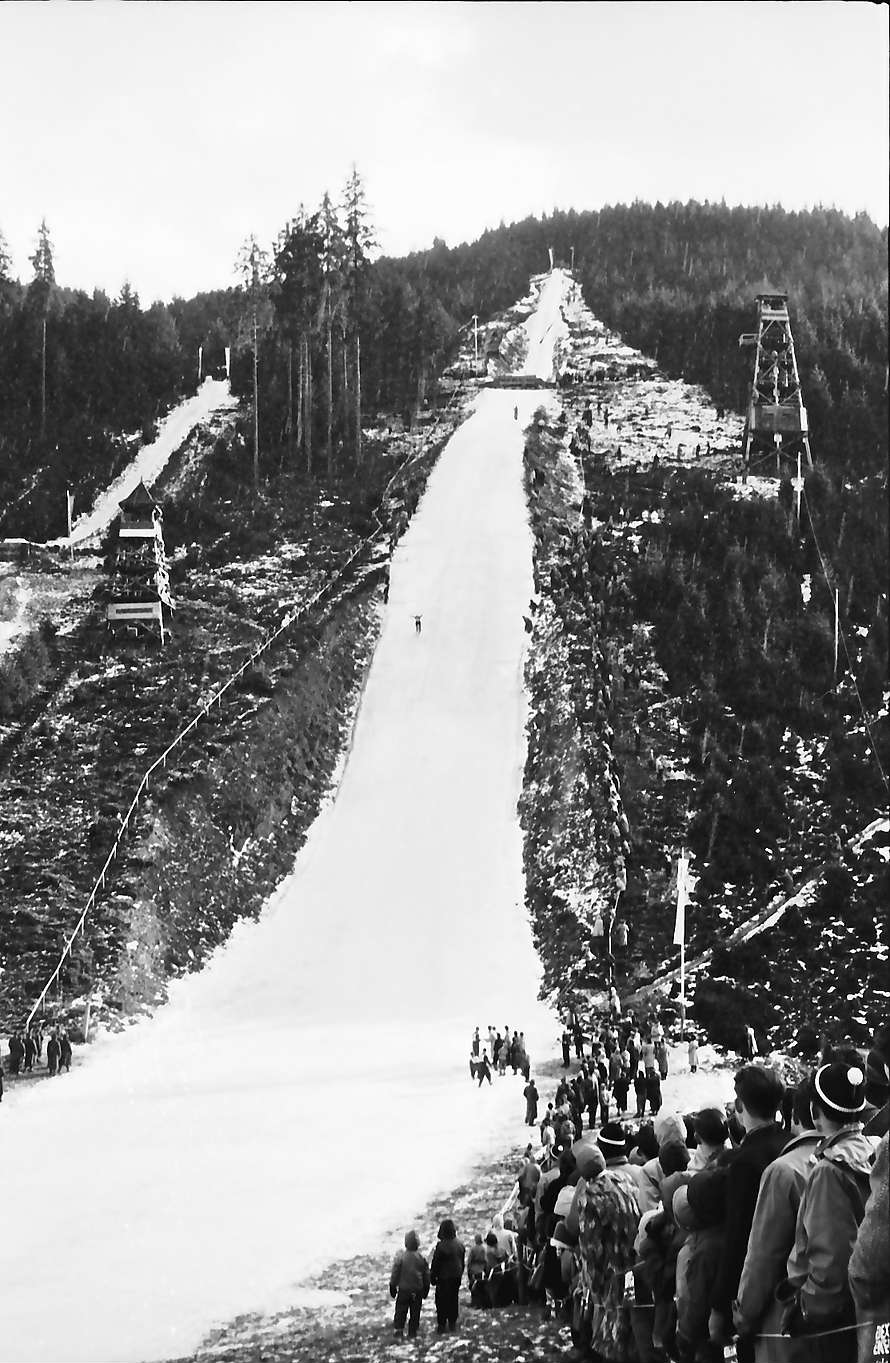
Hochfirstschanze 1955

Die 38. Deutschen Nordischen Skimeisterschaften fanden vom 2. bis 6. Februar 1955 im baden-württembergischen Neustadt im Schwarzwald statt. Die Sprungläufe fanden auf der Hochfirstschanze statt.
Im Gebiet von Brend bei Furtwangen im Schwarzwald wurde zudem am 27. Februar der 50-km-Dauerlauf ausgetragen.

## Programm und Zeitplan
| Datum            | Uhrzeit | Ereignis               | Geschlecht |
| ---------------- | ------- | ---------------------- | ---------- |
| Mi., 2. Februar  |         | 30 km Langlauf         | Männer     |
| Do., 3. Februar  | 10:00   | 10 km Langlauf         | Frauen     |
| Fr., 4. Februar  | 09:30   | 3 × 5 km Staffellauf   | Frauen     |
| Sa., 5. Februar  | 09:30   | 15 km Langlauf         | Männer     |
| Sa., 5. Februar  | 09:30   | Kombinationslanglauf   | Männer     |
| Sa., 5. Februar  | 13:30   | Kombinationssprunglauf | Männer     |
| So., 6. Februar  | 08:30   | 4 × 10 km Staffellauf  | Männer     |
| So., 6. Februar  | 13:30   | Spezialsprunglauf      | Männer     |
|                  |         |                        |            |
| So., 27. Februar |         | 50 km Langlauf         | Männer     |

## Rund um die Meisterschaften
Im Vorfeld der Meisterschaften wurde die deutsche nordische Skielite drei Monate vom Norweger Gunder Gundersen trainiert. Gundersen beendete seine Trainertätigkeit für diese Saison am 30. Januar 1955 und verabschiedete sich dabei vor allem für die Spezialspringer mit lobenden Worten. Allerdings sah er speziell im Skilanglauf noch Handlungsbedarf.
Darüber hinaus hatte Neustadt mit Schneesorgen zu kämpfen, die alle Anstrengungen der Bevölkerung und des Sportwartes Hermann Faller umsonst machten. Da der Schnee ausblieb, wurden die Titelkämpfe der Langläuferinnen und Langläufer sowie der Staffelmeisterschaften auf dem Feldberg ausgetragen. Für die beiden Hochfirstschanzen mussten 150 Lastwagen, die zusammen rund 3500 Kilometer zurücklegten, Schnee vom Feldberg holen. Die Ladungen wurden auf dem Sprunghügel abgeworfen und mittels einer „Blechbahn“ verteilt.
Bei der siebten Nachkriegsmeisterschaft wurde der 30-km-Langlauf als neue Disziplin in das Programm aufgenommen, sodass vor der ersten Austragung des Wettkampfes diskutiert wurde, ob die Kurzdistanzler oder die Dauerläufer dominieren würden.

## Skilanglauf

### Frauen

#### 10 km
| Platz | Name                      | Ort             | Zeit (h) |
| ----- | ------------------------- | --------------- | -------- |
| 01    | Else Ammann               | Unterjoch       | 1:04:02  |
| 02    | Rita Blasl                | Freiburg        | 1:06:35  |
| 03    | Hanni Gehring-Steinmüller | Unterjoch       | 1:08:53  |
| 04    | Gisela Dubac              | Heidelberg      | 1:11:00  |
| 05    | Sigrun Schotte            | Frankfurt/Main  | 1:11:41  |
| 06    | Ruth Westrum              | St. Andreasberg | 1:15:51  |

Datum: Donnerstag, 3. Februar 1955

Den Damenlanglauf über 10 Kilometer gewann Else Ammann vom SC Unterjoch mit einem kraftvollen und ausgeglichenen Laufstil. Die 31-Jährige wurde damit zum zweiten Mal nach 1952 deutsche Meisterin. Als Überraschung wurde die Leistung Rita Blasls gesehen, die die leichte Loipe als Zweite bewältigte und sich somit vor der dreimaligen Titelträgerin Hanni Gehring-Steinmüller platzierte.

#### Verbandsstaffel
| Platz | Name                                                 | Verband     | Zeit (h) |
| ----- | ---------------------------------------------------- | ----------- | -------- |
| 01    | Herta Stadel Gisela Dubac Rita Blasl                 | Schwarzwald | 1:37:34  |
| 02    | Dorle Puchtler Else Ammann Hanni Gehring-Steinmüller | Bayern      | 1:39:27  |
| 03    | Ute Röder Erika Fahrner Steffi Köhrer                | Schwaben    | 1:40:27  |

Datum: Freitag, 4. Februar 1955

Die Frauenstaffel über 3 × 5 Kilometer sorgte bei eisigem Schneesturm auf dem Feldberg für eine Überraschung. So gewannen die Vertreterinnen des Skiverbandes Schwarzwald (Stadel 34:08 min, Dubac 31:53 min, Blasl 32:33 min) vor der favorisierten bayerischen Staffel (Puchler 35:28 min, Amann 29:48 min, Gehring-Steinmüller 34:11 min). Auf den dritten Platz kam das schwäbische Team (Röder 35:01 min, Fahrner 33:00 min, Köhrer 32:26 min). Es folgten Westdeutschland (1:45:22 h), eine gemischte Staffel (1:47:06 h) und der Harz (1:49:46 h).

### Männer

#### 15 km
| Platz | Name           | Ort           | Zeit (h) |
| ----- | -------------- | ------------- | -------- |
| 01    | Hermann Möchel | Mannheim      | 0:57:22  |
| 02    | Helmut Böck    | Nesselwang    | 0:58:55  |
| 03    | Heinz Hauser   | Reit im Winkl | 0:59:16  |
| 04    | Helmut Hagg    | Immenstadt    | 0:59:54  |
| 05    | Toni Haug      | Unterjoch     | 1:00:21  |
| 06    | Siegfried Weiß | Furtwangen    | 1:00:22  |

Datum: Samstag, 5. Februar 1955

Es gingen 97 Athleten beim 15-km-Skilanglauf auf dem Feldberg an den Start und fanden dabei eine schwierig ausgesteckte Strecke mit 270 Meter Höhenunterschied vor. Besonders die ersten fünf Kilometer mit steilen Anstiegen zum Herzogenhorn selektierten das Feld, wohingegen das zweite Drittel typisch nordisch und auch der Schlussabschnitt in welligem Gelände leichter zu laufen waren. Tragische Figur des Wettkampfes war der außer Konkurrenz laufende Josef Schiffner, dessen Ski nach vier Kilometern brach. Letztlich konnte sich der 29-jährige Zollassistent Hermann Möchel auf den letzten Kilometern absetzten und gewann das Rennen in 57:22 Minuten.

#### 30 km
| Platz | Name             | Ort           | Zeit (h) |
| ----- | ---------------- | ------------- | -------- |
| 01    | Hermann Möchel   | Mannheim      | 1:49:44  |
| 02    | Rudolf Kopp      | Reit im Winkl | 1:54:49  |
| 03    | Oskar Burgbacher | Furtwangen    | 1:54:57  |
| 04    | Karl Vogel       | Reit im Winkl | 1:56:41  |
| 05    | Alois Harrer     | Hindelang     | 1:57:50  |
| 06    | Otto Mages       | Dörflas       | 2:01:01  |
| 07    | Reiter           | Siegsdorf     | 2:01:53  |
| 08    | Haug             | Hinterzarten  | 2:02:50  |
| 09    | Gottlob Diemand  | Saig          | 2:04:11  |
| 10    | Flammer          | Schauinsland  | 2:06:23  |

Datum: Mittwoch, 2. Februar 1955

Die Schneeproblematik führte schon zu Beginn der Meisterschaften zu einer Verlegung. Zwar konnte der 30-km-Langlauf wie geplant am Mittwoch stattfinden, jedoch musste die Laufstrecke vom schneefreien Neustadt auf die höchsten Gipfel des Feldbergs verlegt werden. Dort gingen 21 Athleten beim ersten Wettbewerb der Meisterschaften an den Start, doch mussten zwanzig von ihnen schnell erkennen, dass in diesem Jahr kein Weg am Sudetendeutschen Hermann Möchel vorbeiführte. Möchel bewältigte die Feldberg-Loipe mehr als fünf Minuten schneller als der zweitplatzierte Rudolf Kopp, der sich ein enges Rennen mit Oskar Burgbacher lieferte.

#### 50 km
| Platz | Name             | Ort        | Zeit (h) |
| ----- | ---------------- | ---------- | -------- |
| 01    | Hermann Möchel   | Mannheim   | 3:22:26  |
| 02    | Oskar Burgbacher | Furtwangen | 3:24:26  |
| 03    | Otto Mages       | Dörflas    | 3:26:26  |

Datum: Sonntag, 27. Februar 1955

Der inzwischen 30-jährige Hermann Möchel gewann seinen siebten Meistertitel auf dem Berg Brend bei Furtwangen im Schwarzwald und konnte damit als erster Deutscher alle Meisterschaftsläufe für sich entscheiden. Vor rund 2000 Zuschauern lief Möchel gemeinsam mit Oskar Burgbacher, der zwei Minuten vor ihm gestartet war, Arm in Arm ins Ziel. Das Teilnehmerfeld war mit 16 Athleten allerdings nur schwach besetzt gewesen und litt an der Abwesenheit bayerischer Läufer.

#### Verbandsstaffel
| Platz | Name                                                       | Verband       | Zeit (h) |
| ----- | ---------------------------------------------------------- | ------------- | -------- |
| 01    | Karl Vogel Toni Haug Helmut Böck Rudolf Kopp               | Bayern I      | 3:20:36  |
| 02    | Oskar Burgbacher August Hitz Siegfried Weiß Hermann Möchel | Schwarzwald I | 3:22:41  |
| 03    | Alois Harrer Xaver Hindelang                               | Bayern II     | 3:24:32  |

Datum: Sonntag, 6. Februar 1955

Beim 4-mal-10-Kilometer-Staffellauf – wobei die Strecke etwas länger als zehn Kilometer war – lief Helmut Böck mit 48:46 Minuten die schnellste Einzelzeit. Deutscher Meister wurde der Bayerische Skiverband, obwohl Möchel als Schlussläufer des Schwarzwalds bereits mit einer Minute Vorsprung geführt hatte. Möchel erlitt allerdings drei Kilometer vor dem Ziel ein Skibruch und büßte beim Warten auf einen Ersatzski wertvolle Minuten ein. Drittes Team wurde die zweite Staffel des bayerischen Skiverbands. Auf den folgenden Plätzen reihten sich die Mannschaften Bayern III (3:27:59 h), Harz (3:32:49 h), Schwarzwald II, Schwaben II, Harz II, Schwarzwald III und Westdeutschland I ein. Es waren 14 Mannschaften am Start.

## Nordische Kombination

### Einzel
| Platz | Name           | Ort           | Laufpunkte | Sprungpunkte | Gesamtpunkte |
| ----- | -------------- | ------------- | ---------- | ------------ | ------------ |
| 01    | Helmut Böck    | Nesselwang    | 234,0      | 207,2        | 441,2        |
| 02    | Heinz Hauser   | Reit im Winkl | 232,5      | 204,3        | 436,8        |
| 03    | Bernhard Drexl | Bayrischzell  | 221,2      | 187,4        | 408,6        |
| 04    | Herbert Eberle | Nesselwang    | 212,1      | 194,2        | 406,3        |
| 05    | Rolf Mayer     | Königsbrunn   |            |              | 406,1        |
| 06    | August Hinz    | Hinterzarten  |            |              | 399,7        |
| 07    | Karl Vogel     | Reit im Winkl |            |              | 395,4        |
| 08    | Hermann Möchel | Mannheim      |            |              | 392,1        |

Datum: Samstag, 5. Februar 1955

Mit dem „Goldenen Ski“ erhielt Helmut Böck die höchste Auszeichnung im deutschen Wintersport. Nachdem der Kombinationssprunglauf auf der kleinen Hochfirstschanze von Freitag auf Samstag verschoben werden musste, fand zunächst der 15-km-Langlauf statt. Die beste Laufleistung zeigte Hermann Möchel (57:22 min), der allerdings nach dem Sprunglauf wenig überraschend auf den achten Platz zurückfiel. Nachdem Böck (58:55 min) nur 2,5 Punkte Vorsprung auf den Vorjahressieger Heinz Hauser (59:16 min) hatte, konnte ein spannendes Skispringen erwartet werden. Der Vertreter des SC Nesselwang zeigte jedoch mit 48 und 52 Metern die beste Sprungleistung vor Hauser (49,5 und 48,5 m) und Christian Lehnert (48 und 49,5 m) und wurde somit mit 4,4 Punkten Vorsprung deutscher Meister.

## Skispringen

### Großschanze (K 80)
| Platz | Name               | Ort            | Weite 1  | Weite 2 | Punkte |
| ----- | ------------------ | -------------- | -------- | ------- | ------ |
| 01    | Toni Brutscher     | Oberstdorf     | 89,0 m   | 81,0 m  | 219,0  |
| 02    | Edi Heilingbrunner | Gmund          | 85,5 m   | 80,0 m  | 216,7  |
| 03    | Toni Landenhammer  | Reit im Winkl  | 84,0 m   | 80,0 m  | 212,0  |
| 04    | Josef Kleisl       | Braunlage      | 80,0 m   | 76,5 m  | 207,3  |
| 05    | Georg Thoma        | Hinterzarten   | 84,0 m   | 75,0 m  | 205,5  |
| 06    | Sepp Weiler        | Oberstdorf     | 82,0 m   | 72,0 m  | 202,9  |
| 07    | Max Bolkart        | Oberstdorf     | 90,0 m 1 | 59,0 m  | 199,8  |
| 08    | Helmut Bleier      | Bischofsgrün   | 75,0 m   | 72,0 m  | 197,2  |
| 09    | Hermann Anwander   | Oberstdorf     | 76,5 m   | 73,0 m  | 195,2  |
| 10    | Robert Engel       | Frankfurt/Main | 73,0 m   | 72,0 m  | 186,0  |

Datum: Sonntag, 6. Februar 1955

Toni Brutscher gewann den deutschen Meistertitel von der großen Hochfirstschanze, die unter großen Anstrengungen und Unkosten hergerichtet wurde. Auch während des zweiten Durchgangs, bei dem 31 Springer starteten, gab es Probleme mit Neuschnee, der die Anlaufspur stumpf werden ließ. Dennoch sahen die rund 15.000 Zuschauer hervorragende Leistungen wie den Sprung Brutschers auf 89 Metern, womit er den Schanzenrekord von Franz Eder nur um einen Meter verpasste. Der bayerische Meister Max Bolkart konnte in den Titelkampf nicht eingreifen, nachdem er im ersten Durchgang den Sprung auf 90 Metern nicht stehen konnte. Sepp Schiffner (73 und 72 Meter; 189,7 Punkte) startete außer Konkurrenz.